# Бернеј ан Бре
Бернеј ан Бре (фр. Berneuil-en-Bray) насеље је и општина у североисточној Француској у региону Пикардија, у департману Оаза која припада префектури Бове.
По подацима из 2011. године у општини је живело 788 становника, а густина насељености је износила 52,01 становника/km². Општина се простире на површини од 15,15 km². Налази се на средњој надморској висини од 128 метара (максималној 224 m, а минималној 88 m).

## Демографија
| 1962. | 1968. | 1975. | 1982. | 1990. | 1999. | 2011. |
| ----- | ----- | ----- | ----- | ----- | ----- | ----- |
| 312   | 363   | 385   | 544   | 650   | 756   | 788   |

График промене броја становника у току последњих година